# Острохвостая змея
Контия, или острохвостая змея (лат. Contia tenuis) — неядовитая змея из семейства ужеобразных.
Общая длина колеблется от 30 до 42 см. Наблюдается половой диморфизм — самки крупнее самцов. Голова небольшая. Туловище стройное. Имеет поверх хвоста 24—42 щитка. Окраска спины колеблется от серовато-коричневого до кирпично-красный, розового, оранжевого цветов. По бокам проходят чёрные и белые полосы, которые тянутся до кончика хвоста.
Любит сухие места. Скрывается днём под камнями, зарывается в почву, заползает в трещины. Активна ночью. Питается насекомыми и улитками.
Это яйцекладущая змея. Самка откладывает от 3 до 16 яиц.
Живёт на территории США (Калифорния, Вашингтон, Орегон) и Канады (Британская Колумбия).